# Свешников, Милий Николаевич
Ми́лий Никола́евич Све́шников (2 августа 1913, Санкт-Петербург — 6 мая 1999, там же) — российский советский трубач и педагог, солист театра оперы и балета им. С. М. Кирова, заслуженный артист РСФСР (1966).

## Биография
В 1927—1929 годах учился в музыкальном техникуме Василеостровского района Ленинграда у Оскара Бёме, в 1930—1932 гг. — на рабфаке Ленинградской консерватории у Александра Павлова. В 1937 году он окончил Ленинградское музыкальное училище имени Мусоргского по классу Павлова, в 1952 г. — Ленинградскую консерваторию по классу Михаила Ветрова.
В 1932—1937 годах играл в оркестре ленинградского кинотеатра. В 1938—1978 гг. — солист оркестра Кировского театра. Завершив концертную деятельность в 1978 году, занялся преподаванием: с 1978 года работал методистом оркестрового отделения Ленинградского дома самодеятельного творчества, с 1980 г. преподавал в музыкальном училище имени Мусоргского и институте культуры им. Н. К. Крупской.

## Награды
- заслуженный артист РСФСР (1966).